# Stany Zjednoczone na Zimowych Igrzyskach Olimpijskich 2018
Stany Zjednoczone na Zimowych Igrzyskach Olimpijskich 2018 – kadra sportowców ze Stanów Zjednoczonych, którzy występowali na XXIII Zimowych Igrzyskach Olimpijskich w 2018 roku w Pjongczangu. Licząc 242 zawodników była największą reprezentacją narodową, wystawiającą sportowców we wszystkich 15 rozgrywanych dyscyplinach.
W finalnej klasyfikacji medalowej Amerykanie zajęli czwarte miejsce, zdobywając 23 medale (9 złotych, 8 srebrnych i 6 brązowych).
Pierwszy medal dla reprezentacji – złoty – zdobył drugiego dnia zawodów nietypowany wśród faworytów siedemnastoletni snowboardzista Redmond Gerard.

## Sportowcy
Liczba sportowców startujących w poszczególnych dyscyplinach:
| Dyscyplina            | Mężczyźni | Kobiety | Razem |
| --------------------- | --------- | ------- | ----- |
| Biathlon              | 9         | 11      | 20    |
| Biegi narciarskie     | 9         | 7       | 16    |
| Bobsleje              | 12        | 4       | 16    |
| Curling               | 5         | 5       | 10*   |
| Hokej na lodzie       | 25        | 23      | 48    |
| Kombinacja norweska   | 5         | 0       | 5     |
| Łyżwiarstwo figurowe  | 7         | 7       | 14    |
| Łyżwiarstwo szybkie   | 7         | 6       | 13    |
| Narciarstwo alpejskie | 12        | 10      | 22    |
| Narciarstwo dowolne   | 15        | 14      | 29    |
| Saneczkarstwo         | 7         | 3       | 10    |
| Short track           | 5         | 3       | 8     |
| Skeleton              | 2         | 2       | 4     |
| Skoki narciarskie     | 4         | 3       | 7     |
| Snowboarding          | 14        | 12      | 26    |
| Razem                 | 134       | 108     | 242   |

-* Stany Zjednoczone zakwalifikowały się z 12 miejscami w curlingu, ale dwójka graczy występuje zarówno w drużynach 4-osobowych jak i w parach mieszanych.

## Medale
| Medale według dni | Medale według dni | Medale według dni | Medale według dni | Medale według dni | Medale według dni | Medale według dni |
| ----------------- | ----------------- | ----------------- | ----------------- | ----------------- | ----------------- | ----------------- |
| Dzień             | Data              | złoto             | srebro            | brąz              | Razem             |                   |
| Dzień 1           | 10.02             | 0                 | 0                 | 0                 | 0                 |                   |
| Dzień 2           | 11.02             | 1                 | 1                 | 0                 | 2                 |                   |
| Dzień 3           | 12.02             | 1                 | 0                 | 1                 | 2                 |                   |
| Dzień 4           | 13.02             | 1                 | 0                 | 1                 | 2                 |                   |
| Dzień 5           | 14.02             | 1                 | 0                 | 0                 | 1                 |                   |
| Dzień 6           | 15.02             | 1                 | 0                 | 0                 | 1                 |                   |
| Dzień 7           | 16.02             | 0                 | 0                 | 0                 | 0                 |                   |
| Dzień 8           | 17.02             | 0                 | 1                 | 0                 | 1                 |                   |
| Dzień 9           | 18.02             | 0                 | 1                 | 0                 | 1                 |                   |
| Dzień 10          | 19.02             | 0                 | 0                 | 0                 | 0                 |                   |
| Dzień 11          | 20.02             | 0                 | 0                 | 2                 | 2                 |                   |
| Dzień 12          | 21.02             | 1                 | 1                 | 2                 | 4                 |                   |
| Dzień 13          | 22.02             | 2                 | 3                 | 0                 | 5                 |                   |
| Dzień 14          | 23.02             | 0                 | 0                 | 0                 | 0                 |                   |
| Dzień 15          | 24.02             | 1                 | 1                 | 0                 | 2                 |                   |
| Dzień 16          | 25.02             | 0                 | 0                 | 0                 | 0                 |                   |

| Medal  | Zawodnik | Dyscyplina              | Konkurencja             | Data      |
| ------ | --- | ----------------------- | ----------------------- | --------- |
| Złoto  | Redmond Gerard | Snowboarding            | slopestyle mężczyzn     | 11 lutego |
| Złoto  | Jamie Anderson | Snowboarding            | slopestyle kobiet       | 12 lutego |
| Złoto  | Chloe Kim | Snowboarding            | halfpipe kobiet         | 13 lutego |
| Złoto  | Shaun White | Snowboarding            | halfpipe mężczyzn       | 14 lutego |
| Złoto  | Mikaela Shiffrin | \|Narciarstwo alpejskie | slalom gigant kobiet    | 15 lutego |
| Złoto  | Kikkan Randall Jessica Diggins | Biegi narciarskie       | sprint drużynowy kobiet | 21 lutego |
| Złoto  | David Wise | Narciarstwo dowolne     | halfpipe mężczyzn       | 22 lutego |
| Złoto  | Cayla Barnes Jocelyne Lamoureux-Davidson Kacey Bellamy Monique Lamoureux-Morando Hannah Brandt Gigi Marvin Kendall Coyne Sidney Morin Dani Cameranesi Kelly Pannek Brianna Decker Amanda Pelkey Meghan Duggan Emily Pfalzer Kali Flanagan Alex Rigsby Nicole Hensley Maddie Rooney Megan Keller Haley Skarupa Amanda Kessel Lee Stecklein Hilary Knight | Hokej na lodzie         | turniej kobiet          | 22 lutego |
| Złoto  | Tyler George Matthew Hamilton John Landsteiner Joe Polo John Shuster | Curling                 | turniej mężczyzn        | 24 lutego |
| Srebro | Chris Mazdzer | Saneczkarstwo           | jedynki mężczyzn        | 11 lutego |
| Srebro | John-Henry Krueger | Short track             | 1000 m mężczyzn         | 17 lutego |
| Srebro | Nicholas Goepper | Narciarstwo dowolne     | slopestyle mężczyzn     | 18 lutego |
| Srebro | Elana Meyers-Taylor Lauren Gibbs | Bobsleje                | dwójki kobiet           | 21 lutego |
| Srebro | Mikaela Shiffrin | Narciarstwo alpejskie   | superkombinacja kobiet  | 22 lutego |
| Srebro | Alex Ferreira | Narciarstwo dowolne     | halfpipe mężczyzn       | 22 lutego |
| Srebro | Jamie Anderson | Snowboarding            | Big Air kobiet          | 22 lutego |
| Srebro | Kyle Mack | Snowboarding            | Big Air mężczyzn        | 24 lutego |
| Brąz   | Arielle Gold | Snowboarding            | halfpipe kobiet         | 13 lutego |
| Brąz   | Maia Shibutani Alex Shibutani | Łyżwiarstwo figurowe    | pary taneczne           | 20 lutego |
| Brąz   | Brita Sigourney | Narciarstwo dowolne     | halfpipe kobiet         | 20 lutego |
| Brąz   | Lindsey Vonn | Narciarstwo alpejskie   | zjazd kobiet            | 21 lutego |
| Brąz   | Heather Richardson Brittany Bowe Mia Manganello Carlijn Schoutens | Łyżwiarstwo szybkie     | bieg drużynowy kobiet   | 21 lutego |
| Brąz   | Nathan Chen Adam Rippon Bradie Tennell Mirai Nagasu Alexa Scimeca Knierim Chris Knierim Maia Shibutani Alex Shibutani | Łyżwiarstwo figurowe    | zawody drużynowe        | 12 lutego |

## Skład kadry

### Biathlon
| Zawodnik                                                 | Konkurencja             | Czas      | Kary | Pozycja | Źródło |
| -------------------------------------------------------- | ----------------------- | --------- | ---- | ------- | ------ |
| Lowell Bailey                                            | Sprint mężczyzn         | 24:54,4   | 1    | 33.     | [ 2 ]  |
| Tim Burke                                                | Sprint mężczyzn         | 25:26,3   | 4    | 47.     | [ 2 ]  |
| Leif Nordgren                                            | Sprint mężczyzn         | 25:49,0   | 2    | 58.     | [ 2 ]  |
| Sean Doherty                                             | Sprint mężczyzn         | 25:55,2   | 4    | 65.     | [ 2 ]  |
| Tim Burke                                                | Bieg pościgowy mężczyzn | 35:11,3   | 2    | 17.     | [ 3 ]  |
| Lowell Bailey                                            | Bieg pościgowy mężczyzn | 36:43,3   | 5    | 32.     | [ 3 ]  |
| Leif Nordgren                                            | Bieg pościgowy mężczyzn | 38:40,4   | 5    | 40.     | [ 3 ]  |
| Tim Burke                                                | Bieg indywidualny       | 52:05,7   | 4    | 41.     | [ 4 ]  |
| Sean Doherty                                             | Bieg indywidualny       | 52:25,6   | 3    | 44.     | [ 4 ]  |
| Lowell Bailey                                            | Bieg indywidualny       | 52:56,8   | 4    | 51.     | [ 4 ]  |
| Leif Nordgren                                            | Bieg indywidualny       | 54:31,1   | 5    | 66.     | [ 4 ]  |
| Lowell Bailey Sean Doherty Tim Burke Leif Nordgren       | Sztafeta 4 × 7,5 km (m) | 1:19:06,7 | 2    | 6.      | [ 5 ]  |
| Emily Dreissigacker                                      | Sprint kobiet           | 23:27,2   | 1    | 51.     | [ 6 ]  |
| Clare Egan                                               | Sprint kobiet           | 23:51,6   | 3    | 61.     | [ 6 ]  |
| Susan Dunklee                                            | Sprint kobiet           | 24:13,1   | 5    | 66.     | [ 6 ]  |
| Joanne Reid                                              | Sprint kobiet           | 26:18,8   | 7    | 86.     | [ 6 ]  |
| Emily Dreissigacker                                      | Bieg pościgowy kobiet   | 35:36,7   | 4    | 47.     | [ 7 ]  |
| Susan Dunklee                                            | Bieg indywidualny       | 44:33,5   | 2    | 19.     | [ 8 ]  |
| Joanne Reid                                              | Bieg indywidualny       | 44:41,3   | 1    | 22.     | [ 8 ]  |
| Clare Egan                                               | Bieg indywidualny       | 48:00,8   | 4    | 62.     | [ 8 ]  |
| Emily Dreissigacker                                      | Bieg indywidualny       | 48:16,4   | 4    | 67.     | [ 8 ]  |
| Susan Dunklee Clare Egan Joanne Reid Emily Dreissigacker | Sztafeta 4 × 6 km       | 1:14:05,3 | 1    | 13.     | [ 9 ]  |
| Susan Dunklee Joanne Reid Tim Burker Lowell Bailey       | sztafeta mieszana       | 1:12:05,4 | 3    | 15.     | [ 10 ] |

### Biegi narciarskie
Mężczyźni
| Zawodnik                                                  | Konkurencja        | Eliminacje | Eliminacje | Ćwierćfinał | Ćwierćfinał | Półfinał | Półfinał | Finał     | Finał   | Źródło               |
| Zawodnik                                                  | Konkurencja        | czas       | Pozycja    | czas        | Pozycja     | czas     | Pozycja  | czas      | Pozycja | Źródło               |
| --------------------------------------------------------- | ------------------ | ---------- | ---------- | ----------- | ----------- | -------- | -------- | --------- | ------- | -------------------- |
| Scott Patterson                                           | Bieg na 15 km      | N/A        | N/A        | N/A         | N/A         | N/A      | N/A      | 35:28,0   | 21.     | [ 11 ]               |
| Erik Bjornsen                                             | Bieg na 15 km      | N/A        | N/A        | N/A         | N/A         | N/A      | N/A      | 36:28,6   | 41.     | [ 11 ]               |
| Noah Hoffman                                              | Bieg na 15 km      | N/A        | N/A        | N/A         | N/A         | N/A      | N/A      | 36:45,2   | 48.     | [ 11 ]               |
| Tyler Kornfield                                           | Bieg na 15 km      | N/A        | N/A        | N/A         | N/A         | N/A      | N/A      | 38:17,9   | 74.     | [ 11 ]               |
| Scott Patterson                                           | Bieg na 30 km      | N/A        | N/A        | N/A         | N/A         | N/A      | N/A      | 1:17:27,5 | 18.     | [ 12 ]               |
| Erik Bjornsen                                             | Bieg na 30 km      | N/A        | N/A        | N/A         | N/A         | N/A      | N/A      | 1:20:54,7 | 42.     | [ 12 ]               |
| Patrick Caldwell                                          | Bieg na 30 km      | N/A        | N/A        | N/A         | N/A         | N/A      | N/A      | 1:23:18,1 | 51.     | [ 12 ]               |
| Noah Hoffman                                              | Bieg na 30 km      | N/A        | N/A        | N/A         | N/A         | N/A      | N/A      | 1:23:28,7 | 54.     | [ 12 ]               |
| Scott Patterson                                           | Bieg na 50 km      | N/A        | N/A        | N/A         | N/A         | N/A      | N/A      | 2:13:14,2 | 11.     | [ 13 ]               |
| Noah Hoffman                                              | Bieg na 50 km      | N/A        | N/A        | N/A         | N/A         | N/A      | N/A      | 2:19:04,1 | 33.     | [ 13 ]               |
| Tyler Kornfield                                           | Bieg na 50 km      | N/A        | N/A        | N/A         | N/A         | N/A      | N/A      | 2:24:36,5 | 48.     | [ 13 ]               |
| Simi Hamilton                                             | Sprint             | 3:16,13    | 19.        | 3:27,89     | 4.          | NQ       | NQ       | NQ        | NQ      | [ 14 ] [ 15 ] [ 16 ] |
| Erik Bjornsen                                             | Sprint             | 3:17,69    | 30.        | 3:12,72     | 5.          | NQ       | NQ       | NQ        | NQ      | [ 14 ] [ 15 ] [ 16 ] |
| Andrew Newell                                             | Sprint             | 3:19,36    | 37.        | NQ          | NQ          | NQ       | NQ       | NQ        | NQ      | [ 14 ] [ 15 ] [ 16 ] |
| Logan Hanneman                                            | Sprint             | 3:20,74    | 42.        | NQ          | NQ          | NQ       | NQ       | NQ        | NQ      | [ 14 ] [ 15 ] [ 16 ] |
| Erik Bjornsen Simi Hamilton                               | Sprint drużynowy   | N/A        | N/A        | N/A         | N/A         | 16:04,69 | 3.       | 16:16,98  | 6.      | [ 17 ] [ 18 ]        |
| Andrew Newell Reese Hanneman Scott Patterson Noah Hoffman | Sztafeta 4 × 10 km | N/A        | N/A        | N/A         | N/A         | N/A      | N/A      | 1:42:29,1 | 14.     | [ 19 ]               |

Kobiety
| Zawodnik                                                             | Konkurencja       | Eliminacje | Eliminacje | Ćwierćfinał | Ćwierćfinał | Półfinał | Półfinał | Finał     | Finał   | Źródło                                           |
| Zawodnik                                                             | Konkurencja       | czas       | Pozycja    | czas        | Pozycja     | czas     | Pozycja  | czas      | Pozycja | Źródło                                           |
| -------------------------------------------------------------------- | ----------------- | ---------- | ---------- | ----------- | ----------- | -------- | -------- | --------- | ------- | ------------------------------------------------ |
| Jessica Diggins                                                      | Bieg na 10 km     | N/A        | N/A        | N/A         | N/A         | N/A      | N/A      | 25:35,7   | 5.      | [ 20 ]                                           |
| Sadie Maubet Bjornsen                                                | Bieg na 10 km     | N/A        | N/A        | N/A         | N/A         | N/A      | N/A      | 26:42,6   | 15.     | [ 20 ]                                           |
| Kikkan Randall                                                       | Bieg na 10 km     | N/A        | N/A        | N/A         | N/A         | N/A      | N/A      | 26:50,4   | 16.     | [ 20 ]                                           |
| Elizabeth Stephen                                                    | Bieg na 10 km     | N/A        | N/A        | N/A         | N/A         | N/A      | N/A      | 27:35,9   | 30.     | [ 20 ]                                           |
| Jessica Diggins                                                      | Bieg na 15 km     | N/A        | N/A        | N/A         | N/A         | N/A      | N/A      | 40:59,6   | 5.      | [ 21 ]                                           |
| Caitlin Patterson                                                    | Bieg na 15 km     | N/A        | N/A        | N/A         | N/A         | N/A      | N/A      | 44:14,9   | 34.     | [ 21 ]                                           |
| Kikkan Randall                                                       | Bieg na 15 km     | N/A        | N/A        | N/A         | N/A         | N/A      | N/A      | 44:47,2   | 40.     | [ 21 ]                                           |
| Rosie Brennan                                                        | Bieg na 15 km     | N/A        | N/A        | N/A         | N/A         | N/A      | N/A      | 47:36,0   | 58.     | [ 21 ]                                           |
| Jessica Diggins                                                      | Bieg na 30 km     | N/A        | N/A        | N/A         | N/A         | N/A      | N/A      | 1:25:54,8 | 7.      | [ 22 ]                                           |
| Sadie Maubet Bjornsen                                                | Bieg na 30 km     | N/A        | N/A        | N/A         | N/A         | N/A      | N/A      | 1:28:50,2 | 17.     | [ 22 ]                                           |
| Rosie Frankowski                                                     | Bieg na 30 km     | N/A        | N/A        | N/A         | N/A         | N/A      | N/A      | 1:31:11,4 | 21.     | [ 22 ]                                           |
| Caitlin Patterson                                                    | Bieg na 30 km     | N/A        | N/A        | N/A         | N/A         | N/A      | N/A      | 1:32:43,6 | 26.     | [ 22 ]                                           |
| Jessica Diggins                                                      | Sprint            | 3:15,76    | 7.         | 3:11,24     | 2.          | 3:10,72  | 2.       | 3:15,07   | 6.      | [ 23 ] [ 24 ] [ 25 ] [ 26 ] [ 27 ] [ 28 ] [ 29 ] |
| Sophie Caldwell                                                      | Sprint            | 3:17,06    | 12.        | 3:12,39     | 2.          | 3:11,32  | 4.       | NQ        | NQ      | [ 23 ] [ 24 ] [ 25 ] [ 26 ] [ 27 ] [ 28 ] [ 29 ] |
| Ida Sargent                                                          | Sprint            | 3:25,80    | 33.        | NQ          | NQ          | NQ       | NQ       | NQ        | NQ      | [ 23 ] [ 24 ] [ 25 ] [ 26 ] [ 27 ] [ 28 ] [ 29 ] |
| Sadie Maubet Bjornsen                                                | Sprint            | 3:16,12    | 9.         | 3:16,75     | 3.          | NQ       | NQ       | NQ        | NQ      | [ 23 ] [ 24 ] [ 25 ] [ 26 ] [ 27 ] [ 28 ] [ 29 ] |
| Kikkan Randall Jessica Diggins                                       | Sprint drużynowy  | N/A        | N/A        | N/A         | N/A         | 16:22,56 | 1.       | 15:56,47  | złoto   | [ 30 ] [ 31 ]                                    |
| Sophie Caldwell Sadie Maubet Bjornsen Kikkan Randall Jessica Diggins | Sztafeta 4 × 5 km | N/A        | N/A        | N/A         | N/A         | N/A      | N/A      | 52:44,8   | 5.      | [ 32 ]                                           |

### Bobsleje
| Zawodnicy                                                              | Konkurencja     | Ślizg 1 | Ślizg 1 | Ślizg 2 | Ślizg 2 | Ślizg 3 | Ślizg 3 | Ślizg 4 | Ślizg 4 | Łącznie | Pozycja | Źródło                             |
| Zawodnicy                                                              | Konkurencja     | Czas    | Miejsce | Czas    | Miejsce | Czas    | Miejsce | Czas    | Miejsce | Łącznie | Pozycja | Źródło                             |
| ---------------------------------------------------------------------- | --------------- | ------- | ------- | ------- | ------- | ------- | ------- | ------- | ------- | ------- | ------- | ---------------------------------- |
| Justin Olsen Evan Weinstock                                            | Dwójki mężczyzn | 49,66   | 12.     | 49,55   | 11.     | 49,53   | 11.     | 49,80   | 16.     | 3:18,54 | 14.     | [ 33 ] [ 34 ] [ 35 ] [ 36 ] [ 37 ] |
| Nick Cunningham Hakeem Abdul-Saboor                                    | Dwójki mężczyzn | 49,96   | 24.     | 50,11   | 24.     | 49,62   | 15.     | NQ      | NQ      | 2:2969  | 21.     | [ 33 ] [ 34 ] [ 35 ] [ 36 ] [ 37 ] |
| Codie Bascue Evan Weinstock Steve Langton Sam McGuffie                 | Czwórki         | 49,09   | 12.     | 49,34   | 10.     | 49,08   | 8.      | 49,77   | 16.     | 3:17,28 | 9.      | [ 38 ] [ 39 ] [ 40 ] [ 41 ] [ 42 ] |
| Nick Cunningham Hakeem Abdul-Saboor Christopher Kinney Samuel Michener | Czwórki         | 49,60   | 20.     | 49,50   | 15.     | 49,74   | 21.     | 49,70   | 13.     | 3:18,54 | 19.     | [ 38 ] [ 39 ] [ 40 ] [ 41 ] [ 42 ] |
| Justin Olsen Nathan Weber Carlo Valdes Chris Fogt                      | Czwórki         | 49,62   | 21.     | 49,71   | 20.     | 49,66   | 18.     | 49,56   | 4.      | 3:18,55 | 20.     | [ 38 ] [ 39 ] [ 40 ] [ 41 ] [ 42 ] |
| Elana Meyers-Taylor Lauren Gibbs                                       | Dwójki kobiet   | 50,52   | 1.      | 50,81   | 2.      | 50,46   | 1.      | 50,73   | 3.      | 3:22,52 | srebro  | [ 43 ]                             |
| Jamie Greubel Aja Evans                                                | Dwójki kobiet   | 50,59   | 3.      | 50,99   | 8.      | 50,59   | 4.      | 50,85   | 5.      | 3:23,02 | 5.      | [ 43 ]                             |

### Curling
| Drużyna                                                                    | Konkurencja            | Faza grupowa            | Faza grupowa          | Faza grupowa     | Faza grupowa           | Faza grupowa     | Faza grupowa     | Faza grupowa     | Faza grupowa           | Faza grupowa           | Faza grupowa | Tie-breaker      | Półfinały        | Finał/3.miejsce  | Pozycja | Źródło |
| Drużyna                                                                    | Konkurencja            | Przeciwnik Wynik        | Przeciwnik Wynik      | Przeciwnik Wynik | Przeciwnik Wynik       | Przeciwnik Wynik | Przeciwnik Wynik | Przeciwnik Wynik | Przeciwnik Wynik       | Przeciwnik Wynik       | Pozycja      | Przeciwnik Wynik | Przeciwnik Wynik | Przeciwnik Wynik | Pozycja | Źródło |
| -------------------------------------------------------------------------- | ---------------------- | ----------------------- | --------------------- | ---------------- | ---------------------- | ---------------- | ---------------- | ---------------- | ---------------------- | ---------------------- | ------------ | ---------------- | ---------------- | ---------------- | ------- | ------ |
| Nina Roth Tabitha Peterson Aileen Geving Rebecca Hamilton Cory Christensen | Turniej kobiet         | Japonia · 5:10          | Wielka Brytania · 7:4 | Szwajcaria · 5:6 | Sportowcy z Rosji 7:6  | Kanada · 3:11    | Dania · 7:6      | Chiny · 10:4     | Korea Południowa · 6:9 | Szwecja · 6:9          | 8.           | NQ               | NQ               | NQ               | 8.      | [ 44 ] |
| John Shuster Tyler George Matthew Hamilton John Landsteiner Joe Polo       | turniej mężczyzn       | Korea Południowa · 11:7 | Włochy · 9:10         | Szwecja · 4:10   | Dania · 9:5            | Japonia · 2:8    | Norwegia · 5:8   | Kanada · 9:7     | Szwajcaria · 8:4       | Wielka Brytania · 10:4 | 3.           | N/A              | Kanada · 5:3     | Szwecja · 10:7   | złoto   | [ 44 ] |
| Rebecca Hamilton Matt Hamilton                                             | turniej par mieszanych | Sportowcy z Rosji 9:3   | Kanada · 4:6          | Szwajcaria · 4:9 | Korea Południowa · 1:9 | Chiny · 4:6      | Norwegia · 10:3  | Finlandia · 5:7  | N/A                    | N/A                    | 7.           | NQ               | NQ               | NQ               | 7.      | [ 44 ] |

### Hokej na lodzie
Turniej mężczyzn
Reprezentacja mężczyzn
| - David Leggio - Brandon Maxwell - Ryan Zapolski - Chad Billins - Jonathon Blum - Will Borgen - Matt Gilroy - Ryan Gunderson - Bobby Sanguinetti - James Wisniewski - Noah Welch - Mark Arcobello - Chris Bourque |  | - Bobby Butler - Ryan Donato - Brian Gionta - Jordan Greenway - Chad Kolarik - Broc Little - John McCarthy - Brian O’Neill - Garrett Roe - Ryan Stoa - Jim Slater - Troy Terry |

| Drużyna           | Konkurencja | Faza grupowa     | Faza grupowa     | Faza grupowa              | Faza grupowa | Runda kwalifikacyjna | Ćwierćfinały     | Półfinały        | Finał            | Pozycja | Źródło |
| Drużyna           | Konkurencja | Przeciwnik Wynik | Przeciwnik Wynik | Przeciwnik Wynik          | Pozycja      | Przeciwnik Wynik     | Przeciwnik Wynik | Przeciwnik Wynik | Przeciwnik Wynik | Pozycja | Źródło |
| ----------------- | ----------- | ---------------- | ---------------- | ------------------------- | ------------ | -------------------- | ---------------- | ---------------- | ---------------- | ------- | ------ |
| Stany Zjednoczone | mężczyźni   | Słowenia 2:3     | Słowacja 2:1     | Olimpijczycy rosyjscy 0:4 | 3.           | Słowacja 5:1         | Czechy 3:2       | NQ               | NQ               | NQ      | [ 45 ] |

Turniej kobiet
Reprezentacja kobiet
| - Nicole Hensley - Alex Rigsby - Maddie Rooney - Lee Stecklein - Cayla Barnes - Megan Keller - Kali Flanagan - Monique Lamoureux-Morando - Emily Pfalzer - Kacey Bellamy - Sidney Morin - Meghan Duggan |  | - Haley Skarupa - Kelly Pannek - Brianna Decker - Jocelyne Lamoureux-Davidson - Gigi Marvin - Hannah Brandt - Hilary Knight - Dani Cameranesi - Kendall Coyne - Amanda Kessel - Amanda Pelkey |

| Drużyna           | Konkurencja | Faza grupowa     | Faza grupowa              | Faza grupowa     | Faza grupowa | Ćwierćfinały     | Półfinały        | Finał                 | Pozycja | Źródło |
| Drużyna           | Konkurencja | Przeciwnik Wynik | Przeciwnik Wynik          | Przeciwnik Wynik | Pozycja      | Przeciwnik Wynik | Przeciwnik Wynik | Przeciwnik Wynik      | Pozycja | Źródło |
| ----------------- | ----------- | ---------------- | ------------------------- | ---------------- | ------------ | ---------------- | ---------------- | --------------------- | ------- | ------ |
| Stany Zjednoczone | kobiety     | Finlandia 3:1    | Olimpijczycy rosyjscy 5:0 | Kanada 1:2       | 1.           | N/A              | Finlandia 5:0    | Stany Zjednoczone 3:2 | złoto   | [ 46 ] |

### Kombinacja norweska
| Zawodnik                                             | Konkurencja             | Skoki narciarskie       | Skoki narciarskie    | Skoki narciarskie | Skoki narciarskie | Bieg narciarski                 | Bieg narciarski | Bieg narciarski | Strata   | Pozycja | Źródło        |
| Zawodnik                                             | Konkurencja             | Odległość               | Nota                 | Pozycja           | Strata czasowa    | Czas biegu                      | Pozycja         | Czas łączny     | Strata   | Pozycja | Źródło        |
| ---------------------------------------------------- | ----------------------- | ----------------------- | -------------------- | ----------------- | ----------------- | ------------------------------- | --------------- | --------------- | -------- | ------- | ------------- |
| Bryan Fletcher                                       | skocznia normalna/10 km | 97,5                    | 99,0                 | 18.               | + 2:06            | 24:57,6                         | 22.             | 27:03,6         | + 2:12,2 | 17.     | [ 47 ] [ 48 ] |
| Ben Loomis                                           | skocznia normalna/10 km | 86,5                    | 79,5                 | 37.               | + 3:24            | 25:56,8                         | 40.             | 29:20,8         | + 4:29,4 | 41.     | [ 47 ] [ 48 ] |
| Taylor Fletcher                                      | skocznia normalna/10 km | 86,0                    | 76,4                 | 39.               | + 3:37            | 24:42,2                         | 15.             | 28:19,2         | + 3:27,8 | 35.     | [ 47 ] [ 48 ] |
| Jasper Good                                          | skocznia normalna/10 km | 76,0                    | 58,8                 | 47.               | + 4:47            | 25:52,8                         | 39.             | 30:39,8         | + 5:48,4 | 45.     | [ 47 ] [ 48 ] |
| Bryan Fletcher                                       | skocznia duża/10 km     | 120,5                   | 107,8                | 23.               | + 2:04            | 23:31,4                         | 10.             | 25:35,4         | + 1:42,9 | 17.     | [ 49 ] [ 50 ] |
| Ben Berend                                           | skocznia duża/10 km     | 124,0                   | 105,8                | 24.               | + 2:12            | 26:08,7                         | 44.             | 28:20,7         | + 4:28,2 | 39.     | [ 49 ] [ 50 ] |
| Ben Loomis                                           | skocznia duża/10 km     | 114,5                   | 81,6                 | 43.               | + 3:49            | 24:42,3                         | 35.             | 28:31,3         | + 4:38,8 | 40.     | [ 49 ] [ 50 ] |
| Jasper Good                                          | skocznia duża/10 km     | 109,5                   | 72,7                 | 46.               | + 4:25            | 25:17,7                         | 39.             | 29:42,7         | + 5:50,2 | 43.     | [ 49 ] [ 50 ] |
| Ben Loomis Ben Berend Taylor Fletcher Bryan Fletcher | Drużynowo               | 111,5 120,0 100,0 129,5 | 78,2 87,5 52,9 106,2 | 9.                | + 3,13            | 11:51,3 12:42,3 11:38,7 12:01,2 | 9.              | 51:26,5         | + 5:16,7 | 10.     | [ 51 ] [ 52 ] |

### Łyżwiarstwo figurowe
| Zawodnik                            | Konkurencja   | Program krótki | Program krótki | Program dowolny | Program dowolny | Łączna nota | Pozycja | Źródło |
| Zawodnik                            | Konkurencja   | Nota           | Pozycja        | Nota            | Pozycja         | Łączna nota | Pozycja | Źródło |
| ----------------------------------- | ------------- | -------------- | -------------- | --------------- | --------------- | ----------- | ------- | ------ |
| Mirai Nagasu                        | solistki      | 66,93          | 9.             | 119,61          | 12.             | 186,54      | 10.     | [ 53 ] |
| Karen Chen                          | solistki      | 65,90          | 10.            | 119,75          | 11.             | 185,65      | 11.     | [ 53 ] |
| Bradie Tennell                      | solistki      | 64,01          | 11.            | 128,34          | 9.              | 192,35      | 9.      | [ 53 ] |
| Adam Rippon                         | soliści       | 87,95          | 7.             | 171,41          | 10.             | 259,36      | 10.     | [ 54 ] |
| Vincent Zhou                        | soliści       | 84,53          | 12.            | 192,16          | 6.              | 276,69      | 6.      | [ 54 ] |
| Nathan Chen                         | soliści       | 82,27          | 17.            | 215,08          | 1.              | 297,35      | 5.      | [ 54 ] |
| Alexa Scimeca Knierim Chris Knierim | pary sportowe | 65,55          | 14.            | 120,27          | 15.             | 185,82      | 15.     | [ 55 ] |
| Madison Hubbell Zachary Donohue     | Pary taneczne | 77,75          | 3.             | 109,04          | 5.              | 187,69      | 4.      | [ 56 ] |
| Maia Shibutani Alex Shibutani       | Pary taneczne | 77,73          | 4.             | 114,86          | 3.              | 192,59      | brąz    | [ 56 ] |
| Madison Chock Evan Bates            | Pary taneczne | 75,45          | 7.             | 100,13          | 12.             | 175,58      | 9.      | [ 56 ] |

Drużynowo
| Konkurencja      | Zawodnicy | Soliści       | Soliści        | Solistki      | Solistki       | Pary sportowe | Pary sportowe  | Pary taneczne | Pary taneczne  | Wynik  | Wynik   | Źródło                      |
| Konkurencja      | Zawodnicy | SP            | FS             | SP            | FS             | SP            | FS             | SD            | FD             | Punkty | Miejsce |                             |
| ---------------- | --- | ------------- | -------------- | ------------- | -------------- | ------------- | -------------- | ------------- | -------------- | ------ | ------- | --------------------------- |
| Zawody drużynowe | Nathan Chen Adam Rippon Bradie Tennell Mirai Nagasu Alexa Scimeca Knierim / Chris Knierim Maia Shibutani / Alex Shibutani | 80,61 (7 pkt) | 172,98 (8 pkt) | 68,94 (6 pkt) | 137,53 (9 pkt) | 69,75 (7 pkt) | 126,56 (7 pkt) | 75,46 (9 pkt) | 112,01 (9 pkt) | 62     | brąz    | [ 57 ] [ 58 ] [ 59 ] [ 60 ] |

### Łyżwiarstwo szybkie
| Zawodnik           | Konkurencja     | Czas     | Miejsce | Źródło |
| ------------------ | --------------- | -------- | ------- | ------ |
| Mitchell Whitmore  | 500 m mężczyzn  | 35,13    | 15.     | [ 61 ] |
| Jonathan Garcia    | 500 m mężczyzn  | 35,31    | 23.     | [ 61 ] |
| Kimani Griffin     | 500 m mężczyzn  | 35,38    | 26.     | [ 61 ] |
| Joey Mantia        | 1000 m mężczyzn | 1:08,564 | 4.      | [ 62 ] |
| Shani Davis        | 1000 m mężczyzn | 1:08,78  | 7.      | [ 62 ] |
| Mitchell Whitmore  | 1000 m mężczyzn | 1:09,17  | 10.     | [ 62 ] |
| Joey Mantia        | 1500 m mężczyzn | 1:45,86  | 8.      | [ 63 ] |
| Brian Hansen       | 1500 m mężczyzn | 1:46,44  | 15.     | [ 63 ] |
| Shani Davis        | 1500 m mężczyzn | 1:46,74  | 19.     | [ 63 ] |
| Emery Lehman       | 5000 m mężczyzn | 6:31,16  | 21.     | [ 64 ] |
| Brittany Bowe      | 500 m kobiet    | 37,530   | 5.      | [ 65 ] |
| Heather Richardson | 500 m kobiet    | 38,13    | 11.     | [ 65 ] |
| Erin Jackson       | 500 m kobiet    | 39,20    | 24.     | [ 65 ] |
| Brittany Bowe      | 1000 m kobiet   | 1:14,36  | 4.      | [ 66 ] |
| Heather Richardson | 1000 m kobiet   | 1:15,15  | 8.      | [ 66 ] |
| Jerica Tandiman    | 1000 m kobiet   | 1:18,02  | 28.     | [ 66 ] |
| Brittany Bowe      | 1500 m kobiet   | 1:55,54  | 5.      | [ 67 ] |
| Heather Bergsma    | 1500 m kobiet   | 1:56,74  | 8.      | [ 67 ] |
| Mia Manganello     | 1500 m kobiet   | 1:59,93  | 22.     | [ 67 ] |
| Carlijn Schoutens  | 3000 m kobiet   | 4:15,60  | 22.     | [ 68 ] |
| Carlijn Schoutens  | 5000 m kobiet   | 7:13,28  | 11.     | [ 69 ] |

| Zawodnik                                        | Konkurencja             | Ćwierćfinał | Ćwierćfinał | Półfinał   | Półfinał | Finał      | Finał   | Pozycja | Źródło |
| Zawodnik                                        | Konkurencja             | Przeciwnik  | Czas        | Przeciwnik | Czas     | Przeciwnik | Czas    | Pozycja | Źródło |
| ----------------------------------------------- | ----------------------- | ----------- | ----------- | ---------- | -------- | ---------- | ------- | ------- | ------ |
| Brian Hansen Emery Lehman Joey Mantia           | bieg drużynowy mężczyzn | Holandia    | 3:42,98     | NQ         | NQ       | Kanada     | 3:50,77 | 8.      | [ 71 ] |
| Heather Richardson Brittany Bowe Mia Manganello | bieg drużynowy kobiet   | Polska      | 2:59,75     | Holandia   | 3:37,28  | Kanada     | 2:59,77 | brąz    | [ 71 ] |
| Brian Hansen                                    | bieg masowy mężczyzn    | N/A         | N/A         | -          | 8:34,47  | NQ         | NQ      | NQ      | [ 71 ] |
| Joey Mantia                                     | bieg masowy mężczyzn    | N/A         | N/A         | -          | 8:00,54  | -          | 7:45,21 | 9.      | [ 71 ] |
| Mia Manganello                                  | bieg masowy kobiet      | N/A         | N/A         | -          | 8:54,52  | -          | 8:54,40 | 15.     | [ 71 ] |
| Heather Richardson                              | bieg masowy kobiet      | N/A         | N/A         | -          | 8:38,19  | -          | 8:35,80 | 11.     | [ 71 ] |

### Narciarstwo alpejskie
| Zawodnik            | Konkurencja         | 1 przejazd | 1 przejazd | 2 przejazd | 2 przejazd | Łącznie | Łącznie | Źródło |
| Zawodnik            | Konkurencja         | Czas       | Pozycja    | Czas       | Pozycja    | Czas    | Pozycja | Źródło |
| ------------------- | ------------------- | ---------- | ---------- | ---------- | ---------- | ------- | ------- | ------ |
| Bryce Bennett       | zjazd (m)           | N/A        | N/A        | N/A        | N/A        | 1:42,22 | 16.     | [ 73 ] |
| Jared Goldberg      | zjazd (m)           | N/A        | N/A        | N/A        | N/A        | 1:42,59 | 20.     | [ 73 ] |
| Ryan Cochran-Siegle | zjazd (m)           | N/A        | N/A        | N/A        | N/A        | 1:42,96 | 23.     | [ 73 ] |
| Wiley Maple         | zjazd (m)           | N/A        | N/A        | N/A        | N/A        | 1:43,72 | 30.     | [ 73 ] |
| Ryan Cochran-Siegle | supergigant (m)     | N/A        | N/A        | N/A        | N/A        | 1:25,72 | 14.     | [ 74 ] |
| Jared Goldberg      | supergigant (m)     | N/A        | N/A        | N/A        | N/A        | 1:26,49 | 24.     | [ 74 ] |
| Ted Ligety          | supergigant (m)     | N/A        | N/A        | N/A        | N/A        | DNF     | DNF     | [ 74 ] |
| Andrew Weibrecht    | supergigant (m)     | N/A        | N/A        | N/A        | N/A        | DNF     | DNF     | [ 74 ] |
| Ryan Cochran-Siegle | slalom gigant (m)   | 1:10,75    | 21.        | 1:09,99    | 3.         | 2:20,74 | 11.     | [ 75 ] |
| Ted Ligety          | slalom gigant (m)   | 1:10,71    | 20.        | 1:10,54    | 14.        | 2:21,25 | 15.     | [ 75 ] |
| Tommy Ford          | slalom gigant (m)   | 1:11,43    | 28.        | 1:10,20    | 6.         | 2:21,63 | 20.     | [ 75 ] |
| Tim Jitloff         | slalom gigant (m)   | DNF        | DNF        | DNF        | DNF        | DNF     | DNF     | [ 75 ] |
| David Chodounsky    | slalom (m)          | 49,43      | 17.        | 51,41      | 14.        | 1:40,84 | 18.     | [ 76 ] |
| Mark Engel          | slalom (m)          | 56,18      | 43.        | 53,13      | 27.        | 1:49,31 | 31.     | [ 76 ] |
| Nolan Kasper        | slalom (m)          | 52,44      | 34.        | DNF        | DNF        | DNF     | DNF     | [ 76 ] |
| Ted Ligety          | superkombinacja (m) | 1:21,36    | 26.        | 46,61      | 4.         | 2:07,97 | 5.      | [ 77 ] |
| Bryce Bennett       | superkombinacja (m) | 1:21,18    | 23.        | 48,79      | 16.        | 2:09,97 | 17.     | [ 77 ] |
| Jared Goldberg      | superkombinacja (m) | 1:20,02    | 9.         | 1:02,86    | 37.        | 2:22,88 | 36.     | [ 77 ] |
| Ryan Cochran-Siegle | superkombinacja (m) | DNF        | DNF        | DNF        | DNF        | DNF     | DNF     | [ 77 ] |
| Lindsey Vonn        | zjazd (k)           | N/A        | N/A        | N/A        | N/A        | 1:39,69 | brąz    | [ 78 ] |
| Alice McKennis      | zjazd (k)           | N/A        | N/A        | N/A        | N/A        | 1:40,24 | 5.      | [ 78 ] |
| Breezy Johnson      | zjazd (k)           | N/A        | N/A        | N/A        | N/A        | 1:40,34 | 7.      | [ 78 ] |
| Laurenne Ross       | zjazd (k)           | N/A        | N/A        | N/A        | N/A        | 1:41,10 | 15.     | [ 78 ] |
| Lindsey Vonn        | supergigant (k)     | N/A        | N/A        | N/A        | N/A        | 1:21,49 | 6.      | [ 79 ] |
| Breezy Johnson      | supergigant (k)     | N/A        | N/A        | N/A        | N/A        | 1:22,14 | 14.     | [ 79 ] |
| Laurenne Ross       | supergigant (k)     | N/A        | N/A        | N/A        | N/A        | 1:22,17 | 15.     | [ 79 ] |
| Alice McKennis      | supergigant (k)     | N/A        | N/A        | N/A        | N/A        | 1:22,20 | 16.     | [ 79 ] |
| Mikaela Shiffrin    | slalom gigant (k)   | 1:10,82    | 2.         | 1:09,20    | 4.         | 2:20,02 | złoto   | [ 80 ] |
| Megan McJames       | slalom gigant (k)   | 1:16,00    | 35.        | 1:12,39    | 30.        | 2:28,39 | 31.     | [ 80 ] |
| Resi Stiegler       | slalom gigant (k)   | 1:16,72    | 38.        | 1:15,02    | 40.        | 2:31,74 | 36.     | [ 80 ] |
| Patricia Mangan     | slalom gigant (k)   | DNF        | DNF        | DNF        | DNF        | DNF     | DNF     | [ 80 ] |
| Mikaela Shiffrin    | slalom (k)          | 49,37      | 4.         | 49,66      | 3.         | 1:39,03 | 4.      | [ 81 ] |
| Megan McJames       | slalom (k)          | 54,22      | 38.        | 55,06      | 39.        | 1:49,28 | 36.     | [ 81 ] |
| Alice Merryweather  | slalom (k)          | 58,88      | 49.        | 54,89      | 38.        | 1:53,57 | 42.     | [ 81 ] |
| Resi Stiegler       | slalom (k)          | DNF        | DNF        | DNF        | DNF        | DNF     | DNF     | [ 81 ] |
| Mikaela Shiffrin    | superbombinacja (k) | 1:41,35    | 6.         | 40,52      | 3.         | 2:21,87 | srebro  | [ 82 ] |
| Alice Merryweather  | superbombinacja (k) | 1:43,17    | 18.        | 43,73      | 16.        | 2:26,90 | 15.     | [ 82 ] |
| Lindsey Vonn        | superbombinacja (k) | 1:39,37    | 1.         | DNF        | DNF        | DNF     | DNF     | [ 82 ] |

| Zawodnik                                                                                  | Konkurencja | 1/8 finału                | Ćwierćfinał      | Półfinał         | Finał            | Źródło |
| Zawodnik                                                                                  | Konkurencja | Przeciwnik Wynik          | Przeciwnik Wynik | Przeciwnik Wynik | Przeciwnik Wynik | Źródło |
| ----------------------------------------------------------------------------------------- | ----------- | ------------------------- | ---------------- | ---------------- | ---------------- | ------ |
| Patricia Mangan Megan McJames Alice Merryweather David Chodounsky Mark Engel Nolan Kasper | drużynowo   | Wielka Brytania · p (2:2) | NQ               | NQ               | NQ               | [ 84 ] |

### Narciarstwo dowolne
Skoki akrobatyczne
| Zawodnicy       | Konkurencja                 | Kwalifikacje | Kwalifikacje | Kwalifikacje | Kwalifikacje | Finał  | Finał   | Finał  | Finał   | Finał  | Finał   | Źródło                             |
| Zawodnicy       | Konkurencja                 | Skok 1       | Skok 1       | Skok 2       | Skok 2       | Skok 1 | Skok 1  | Skok 2 | Skok 2  | Skok 3 | Skok 3  | Źródło                             |
| Zawodnicy       | Konkurencja                 | Punkty       | Miejsce      | Punkty       | Miejsce      | Punkty | Miejsce | Punkty | Miejsce | Punkty | Miejsce | Źródło                             |
| --------------- | --------------------------- | ------------ | ------------ | ------------ | ------------ | ------ | ------- | ------ | ------- | ------ | ------- | ---------------------------------- |
| Jonathon Lillis | skoki akrobatyczne mężczyzn | 127,44       | 1.           | N/A          | N/A          | 121,68 | 7.      | 95,47  | 8.      | NQ     | NQ      | [ 85 ] [ 86 ] [ 87 ]               |
| Eric Loughran   | skoki akrobatyczne mężczyzn | 86,28        | 22.          | 72,40        | 19.          | NQ     | NQ      | NQ     | NQ      | NQ     | NQ      | [ 85 ] [ 86 ] [ 87 ]               |
| Mac Bohonnon    | skoki akrobatyczne mężczyzn | 85,97        | 23.          | 112,39       | 11.          | NQ     | NQ      | NQ     | NQ      | NQ     | NQ      | [ 85 ] [ 86 ] [ 87 ]               |
| Madison Olsen   | skoki akrobatyczne kobiet   | 87,88        | 9.           | 80,04        | 6.           | 85,36  | 8.      | 83,23  | 6.      | 47,23  | 6.      | [ 88 ] [ 89 ] [ 90 ] [ 91 ] [ 92 ] |
| Ashley Caldwell | skoki akrobatyczne kobiet   | 81,81        | 11.          | 55,86        | 11.          | NQ     | NQ      | NQ     | NQ      | NQ     | NQ      | [ 88 ] [ 89 ] [ 90 ] [ 91 ] [ 92 ] |
| Kiley McKinnon  | skoki akrobatyczne kobiet   | 72,26        | 17.          | 87,88        | 5.           | 80,95  | 10.     | NQ     | NQ      | NQ     | NQ      | [ 88 ] [ 89 ] [ 90 ] [ 91 ] [ 92 ] |

Jazda po muldach
| Zawodnicy      | Konkurencja               | Kwalifikacje | Kwalifikacje | Kwalifikacje | Kwalifikacje | Kwalifikacje | Kwalifikacje | Finał      | Finał      | Finał      | Finał      | Finał      | Finał      | Finał      | Finał      | Finał      | Źródło                                |
| Zawodnicy      | Konkurencja               | Przejazd 1   | Przejazd 1   | Przejazd 1   | Przejazd 2   | Przejazd 2   | Przejazd 2   | Przejazd 1 | Przejazd 1 | Przejazd 1 | Przejazd 2 | Przejazd 2 | Przejazd 2 | Przejazd 3 | Przejazd 3 | Przejazd 3 | Źródło                                |
| Zawodnicy      | Konkurencja               | Czas         | Punkty       | Miejsce      | Czas         | Punkty       | Miejsce      | Czas       | Punkty     | Miejsce    | Czas       | Punkty     | Miejsce    | Czas       | Punkty     | Miejsce    | Źródło                                |
| -------------- | ------------------------- | ------------ | ------------ | ------------ | ------------ | ------------ | ------------ | ---------- | ---------- | ---------- | ---------- | ---------- | ---------- | ---------- | ---------- | ---------- | ------------------------------------- |
| Troy Murphy    | jazda po muldach mężczyzn | 25,40        | 80,95        | 4.           | N/A          | N/A          | N/A          | 25,36      | 72,72      | 17.        | NQ         | NQ         | NQ         | NQ         | NQ         | NQ         | [ 93 ] [ 94 ] [ 95 ] [ 96 ] [ 97 ]    |
| Casey Andringa | jazda po muldach mężczyzn | 26,04        | 75,25        | 14.          | 25,57        | 77,37        | 3.           | 25,23      | 80,73      | 5.         | 24,94      | 80,80      | 3.         | 25,86      | 75,50      | 5.         | [ 93 ] [ 94 ] [ 95 ] [ 96 ] [ 97 ]    |
| Emerson Smith  | jazda po muldach mężczyzn | 25,41        | 72,59        | 22.          | 25,43        | 73,94        | 13.          | NQ         | NQ         | NQ         | NQ         | NQ         | NQ         | NQ         | NQ         | NQ         | [ 93 ] [ 94 ] [ 95 ] [ 96 ] [ 97 ]    |
| Bradley Wilson | jazda po muldach mężczyzn | 24,38        | 75,25        | 15.          | 24,76        | 76,33        | 4.           | 23,34      | 62,74      | 18.        | NQ         | NQ         | NQ         | NQ         | NQ         | NQ         | [ 93 ] [ 94 ] [ 95 ] [ 96 ] [ 97 ]    |
| Morgan Schild  | jazda po muldach kobiet   | 29,76        | 77,74        | 3..          | N/A          | N/A          | N/A          | 30,80      | 72,23      | 15.        | NQ         | NQ         | NQ         | NQ         | NQ         | NQ         | [ 98 ] [ 99 ] [ 100 ] [ 101 ] [ 102 ] |
| Jaelin Kauf    | jazda po muldach kobiet   | 28,91        | 77,45        | 5.           | N/A          | N/A          | N/A          | 28,79      | 78,73      | 2.         | 28,74      | 76,03      | 7.         | NQ         | NQ         | NQ         | [ 98 ] [ 99 ] [ 100 ] [ 101 ] [ 102 ] |
| Keaton McCargo | jazda po muldach kobiet   | 29,84        | 75,67        | 8.           | N/A          | N/A          | N/A          | 30,04      | 76,88      | 3.         | 29,54      | 75,79      | 8.         | NQ         | NQ         | NQ         | [ 98 ] [ 99 ] [ 100 ] [ 101 ] [ 102 ] |
| Tess Johnson   | jazda po muldach kobiet   | 30,56        | 65,55        | 22.          | 30,97        | 75,33        | 1.           | 30,68      | 74,10      | 9.         | 30,77      | 70,49      | 12.        | NQ         | NQ         | NQ         | [ 98 ] [ 99 ] [ 100 ] [ 101 ] [ 102 ] |

Slopestyle, Halfpipe
| Zawodnicy           | Konkurencja         | Kwalifikacje | Kwalifikacje | Kwalifikacje | Kwalifikacje | Finał   | Finał   | Finał   | Finał     | Finał   | Źródło          |
| Zawodnicy           | Konkurencja         | Ślizg 1      | Ślizg 2      | Najlepszy    | Miejsce      | Ślizg 1 | Ślizg 2 | Ślizg 3 | Najlepszy | Miejsce | Źródło          |
| ------------------- | ------------------- | ------------ | ------------ | ------------ | ------------ | ------- | ------- | ------- | --------- | ------- | --------------- |
| Nicholas Goepper    | slopestyle mężczyzn | 92,80        | 85,00        | 92,80        | 5.           | 59,00   | 69,00   | 93,60   | 93,60     | srebro  | [ 103 ] [ 104 ] |
| Gus Kenworthy       | slopestyle mężczyzn | 88,60        | 90,80        | 90,80        | 7.           | 35,00   | 20,00   | 32,00   | 35,00     | 12.     | [ 103 ] [ 104 ] |
| McRae Williams      | slopestyle mężczyzn | 81,60        | 26,40        | 81,60        | 15.          | NQ      | NQ      | NQ      | NQ        | NQ      | [ 103 ] [ 104 ] |
| Alex Hall           | slopestyle mężczyzn | 69,80        | 77,80        | 77,80        | 16.          | NQ      | NQ      | NQ      | NQ        | NQ      | [ 103 ] [ 104 ] |
| Devin Logan         | slopestyle kobiet   | 84,80        | 37,60        | 84,80        | 6.           | 22,60   | 56,80   | 10,60   | 56,80     | 10.     | [ 105 ] [ 106 ] |
| Maggie Voisin       | slopestyle kobiet   | 72,80        | 73,00        | 73,00        | 12.          | 26,40   | 37,60   | 81,20   | 81,20     | 4.      | [ 105 ] [ 106 ] |
| Darian Stevens      | slopestyle kobiet   | 8,20         | 64,00        | 64,00        | 17.          | NQ      | NQ      | NQ      | NQ        | NQ      | [ 105 ] [ 106 ] |
| Caroline Claire     | slopestyle kobiet   | 20,00        | 16,40        | 20,00        | 23.          | NQ      | NQ      | NQ      | NQ        | NQ      | [ 105 ] [ 106 ] |
| Aaron Blunck        | halfpipe mężczyzn   | 63,20        | 94,40        | 94,40        | 1.           | 81,40   | 5,60    | 84,80   | 84,80     | 7.      | [ 107 ] [ 108 ] |
| Alex Ferreira       | halfpipe mężczyzn   | 92,60        | 43,40        | 92,60        | 2.           | 92,60   | 96,00   | 96,40   | 96,40     | srebro  | [ 107 ] [ 108 ] |
| Torin Yater-Wallace | halfpipe mężczyzn   | 89,60        | 33,60        | 89,60        | 3.           | 65,20   | 28,80   | 12,20   | 65,20     | 9.      | [ 107 ] [ 108 ] |
| David Wise          | halfpipe mężczyzn   | 24,80        | 79,60        | 79,60        | 8.           | 17,00   | 6,40    | 97,20   | 97,20     | złoto   | [ 107 ] [ 108 ] |
| Brita Sigourney     | halfpipe kobiet     | 90,60        | 90,60        | 90,60        | 3.           | 89,80   | 88,60   | 91,60   | 91,60     | brąz    | [ 109 ] [ 110 ] |
| Annalisa Drew       | halfpipe kobiet     | 85,40        | 86,00        | 86,00        | 4.           | 86,80   | 73,00   | 90,80   | 90,80     | 4.      | [ 109 ] [ 110 ] |
| Maddie Bowman       | halfpipe kobiet     | 83,60        | 83,80        | 83,80        | 6.           | 25,80   | 26,40   | 27,00   | 27,00     | 11.     | [ 109 ] [ 110 ] |
| Devin Logan         | halfpipe kobiet     | 71,60        | 25,60        | 71,60        | 15.          | NQ      | NQ      | NQ      | NQ        | NQ      | [ 109 ] [ 110 ] |

### Saneczkarstwo
Mężczyźni
| Zawodnik                          | Konkurencja | Ślizg 1 | Ślizg 1 | Ślizg 2 | Ślizg 2 | Ślizg 3 | Ślizg 3 | Ślizg 4 | Ślizg 4 | Łącznie  | Pozycja | Źródło  |
| Zawodnik                          | Konkurencja | Czas    | Pozycja | Czas    | Pozycja | Czas    | Pozycja | Czas    | Pozycja | Łącznie  | Pozycja | Źródło  |
| --------------------------------- | ----------- | ------- | ------- | ------- | ------- | ------- | ------- | ------- | ------- | -------- | ------- | ------- |
| Chris Mazdzer                     | Jedynki     | 47,800  | 5.      | 47,717  | 2.      | 47,534  | 1.      | 47,677  | 7.      | 3:10,728 | srebro  | [ 111 ] |
| Taylor Morris                     | Jedynki     | 48,072  | 15.     | 48,793  | 32.     | 47,858  | 14.     | 47,824  | 9.      | 3:12,574 | 18.     | [ 111 ] |
| Tucker West                       | Jedynki     | 48,484  | 24.     | 47,942  | 15.     | 49,593  | 37.     | NQ      | NQ      | 2:26,019 | 26.     | [ 111 ] |
| Justin Krewson Andrew Sherk       | Dwójki      | 46,310  | 7.      | 46,342  | 10.     | N/A     | N/A     | N/A     | N/A     | 1:32,652 | 8.      | [ 112 ] |
| Matthew Mortensen Jayson Terdiman | Dwójki      | 46,244  | 6.      | 46,443  | 13.     | N/A     | N/A     | N/A     | N/A     | 1:32,687 | 10.     | [ 112 ] |

Kobiety
| Zawodnik        | Konkurencja | Ślizg 1 | Ślizg 1 | Ślizg 2 | Ślizg 2 | Ślizg 3 | Ślizg 3 | Ślizg 4 | Ślizg 4 | Łącznie  | Pozycja | Źródło  |
| Zawodnik        | Konkurencja | Czas    | Pozycja | Czas    | Pozycja | Czas    | Pozycja | Czas    | Pozycja | Łącznie  | Pozycja | Źródło  |
| --------------- | ----------- | ------- | ------- | ------- | ------- | ------- | ------- | ------- | ------- | -------- | ------- | ------- |
| Erin Hamlin     | Jedynki     | 46,357  | 6.      | 46,333  | 5.      | 46,506  | 5.      | 46,716  | 8.      | 3:05,912 | 6.      | [ 113 ] |
| Summer Britcher | Jedynki     | 46,829  | 15.     | 46,132  | 1.      | 46,603  | 8.      | 48,770  | 19.     | 3:08,334 | 19.     | [ 113 ] |
| Emily Sweeney   | Jedynki     | 46,595  | 11.     | 46,960  | 23.     | 46,917  | 16.     | DNF     | DNF     | DNF      | DNF     | [ 113 ] |

| Zawodnicy                                                         | Konkurencja | Czas przejazdu       | Łącznie  | Pozycja | Źródło  |
| ----------------------------------------------------------------- | ----------- | -------------------- | -------- | ------- | ------- |
| Summer Britcher Chris Mazdzer Matthew Mortensen / Jayson Terdiman | sztafeta    | 47,266 48,660 49,165 | 2:25,091 | 4.      | [ 114 ] |

### Short track
Mężczyźni
| Zawodniczka                                           | Konkurencja         | Kwalifikacje | Kwalifikacje | Ćwierćfinał | Ćwierćfinał | Półfinał | Półfinał | Finał    | Finał   | Źródło                          |
| Zawodniczka                                           | Konkurencja         | Czas         | Miejsce      | Czas        | Miejsce     | Czas     | Miejsce  | Czas     | Miejsce | Źródło                          |
| ----------------------------------------------------- | ------------------- | ------------ | ------------ | ----------- | ----------- | -------- | -------- | -------- | ------- | ------------------------------- |
| Aaron Tran                                            | Bieg na 500 metrów  | DSQ          | DSQ          | NQ          | NQ          | NQ       | NQ       | NQ       | NQ      | [ 115 ] [ 116 ] [ 117 ] [ 118 ] |
| Thomas Hong                                           | Bieg na 500 metrów  | 43,096       | 3.           | NQ          | NQ          | NQ       | NQ       | NQ       | NQ      | [ 115 ] [ 116 ] [ 117 ] [ 118 ] |
| John-Henry Krueger                                    | Bieg na 500 metrów  | 41,008       | 4.           |             |             |          |          |          |         | [ 115 ] [ 116 ] [ 117 ] [ 118 ] |
| John-Henry Krueger                                    | Bieg na 1000 metrów | 1:25,913     | 1.           | 1:24,598    | 3.          | 1:24,187 | 1.       | 1:24,864 | srebro  | [ 119 ] [ 120 ] [ 121 ] [ 122 ] |
| J.R. Celski                                           | Bieg na 1000 metrów | 1:31,812     | 3.           | NQ          | NQ          | NQ       | NQ       | NQ       | NQ      | [ 119 ] [ 120 ] [ 121 ] [ 122 ] |
| Aaron Tran                                            | Bieg na 1500 metrów | 2:14,133     | 3.           | N/A         | N/A         | 2:13,487 | 4.       | 2:27,117 | 12.     | [ 123 ] [ 124 ] [ 125 ]         |
| J.R. Celski                                           | Bieg na 1500 metrów | 2:19,028     | 3.           | N/A         | N/A         | DSQ      | DSQ      | NQ       | NQ      | [ 123 ] [ 124 ] [ 125 ]         |
| John-Henry Krueger                                    | Bieg na 1500 metrów | 2:15,671     | 1.           | N/A         | N/A         | DSQ      | DSQ      | NQ       | NQ      | [ 123 ] [ 124 ] [ 125 ]         |
| J.R. Celski John-Henry Krueger Thomas Hong Aaron Tran | sztafeta 5000 m     | N/A          | N/A          | N/A         | N/A         | 6:36,867 | 3.       | 6:52,708 | 5.      | [ 126 ] [ 127 ]                 |

Kobiety
| Zawodniczka      | Konkurencja         | Kwalifikacje | Kwalifikacje | Ćwierćfinał | Ćwierćfinał | Półfinał | Półfinał | Finał | Finał   | Źródło                          |
| Zawodniczka      | Konkurencja         | Czas         | Miejsce      | Czas        | Miejsce     | Czas     | Miejsce  | Czas  | Miejsce | Źródło                          |
| ---------------- | ------------------- | ------------ | ------------ | ----------- | ----------- | -------- | -------- | ----- | ------- | ------------------------------- |
| Lana Gehring     | Bieg na 500 metrów  | 43,825       | 3.           | NQ          | NQ          | NQ       | NQ       | NQ    | NQ      | [ 128 ] [ 129 ] [ 130 ] [ 131 ] |
| Maame Biney      | Bieg na 500 metrów  | 43,665       | 2.           | 44,772      | 4.          | NQ       | NQ       | NQ    | NQ      | [ 128 ] [ 129 ] [ 130 ] [ 131 ] |
| Jessica Kooreman | Bieg na 1000 metrów | 1:31,657     | 3.           | NQ          | NQ          | NQ       | NQ       | NQ    | NQ      | [ 132 ]                         |
| Lana Gehring     | Bieg na 1000 metrów | DSQ          | DSQ          | NQ          | NQ          | NQ       | NQ       | NQ    | NQ      | [ 132 ]                         |
| Jessica Kooreman | Bieg na 1500 metrów | NQ           | NQ           | N/A         | N/A         | NQ       | NQ       | NQ    | NQ      | [ 133 ] [ 134 ]                 |
| Maame Biney      | Bieg na 1500 metrów | 2:31,819     | 6.           | N/A         | N/A         | NQ       | NQ       | NQ    | NQ      | [ 133 ] [ 134 ]                 |
| Lana Gehring     | Bieg na 1500 metrów | 2:27,336     | 5.           | N/A         | N/A         | NQ       | NQ       | NQ    | NQ      | [ 133 ] [ 134 ]                 |

### Skeleton
| Zawodnik          | Konkurencja | Ślizg 1 | Ślizg 1 | Ślizg 2 | Ślizg 2 | Ślizg 3 | Ślizg 3 | Ślizg 4 | Ślizg 4 | Łącznie | Pozycja | Źródło  |
| Zawodnik          | Konkurencja | Czas    | Pozycja | Czas    | Pozycja | Czas    | Pozycja | Czas    | Pozycja | Łącznie | Pozycja | Źródło  |
| ----------------- | ----------- | ------- | ------- | ------- | ------- | ------- | ------- | ------- | ------- | ------- | ------- | ------- |
| Matthew Antoine   | mężczyźni   | 51,16   | 12.     | 50,98   | 8.      | 50,91   | 9.      | 51,34   | 14.     | 3:24,39 | 11.     | [ 135 ] |
| John Daly         | mężczyźni   | 51,23   | 13.     | 51,15   | 14.     | 51,33   | 18.     | 51,65   | 19.     | 3:25,35 | 16.     | [ 135 ] |
| Katie Uhlaender   | kobiety     | 52,33   | 8.      | 52,40   | 13.     | 52,33   | 12.     | 52,55   | 14.     | 3:29,61 | 13.     | [ 136 ] |
| Kendall Wesenberg | kobiety     | 52,77   | 17.     | 52,96   | 17.     | 52,54   | 16.     | 52,65   | 15.     | 3:30,92 | 17.     | [ 136 ] |

### Skoki narciarskie
| Konkurencja                                               | Skoczek                   | Kwalifikacje | Kwalifikacje | Kwalifikacje | Skok 1                  | Skok 1               | Skok 2    | Skok 2 | Nota  | Pozycja | Źródło                  |
| Konkurencja                                               | Skoczek                   | odległość    | Nota         | Miejsce      | odległość               | Nota                 | odległość | Nota   | Nota  | Pozycja | Źródło                  |
| --------------------------------------------------------- | ------------------------- | ------------ | ------------ | ------------ | ----------------------- | -------------------- | --------- | ------ | ----- | ------- | ----------------------- |
| Kevin Bickner                                             | Skocznia normalna         | 98,0         | 114,0        | 25.          | 109,0                   | 117,2                | 98,5      | 100,2  | 217,4 | 18.     | [ 137 ] [ 138 ] [ 139 ] |
| Michael Glasder                                           | Skocznia normalna         | 91,5         | 94,6         | 40.          | 98,5                    | 98,7                 | NQ        | NQ     | 98,7  | 32.     | [ 137 ] [ 138 ] [ 139 ] |
| William Rhoads                                            | Skocznia normalna         | 88,5         | 91,9         | 45.          | 87,0                    | 75,5                 | NQ        | NQ     | 75,5  | 46.     | [ 137 ] [ 138 ] [ 139 ] |
| Casey Larson                                              | Skocznia normalna         | 88,0         | 90,9         | 46.          | 97,0                    | 89,4                 | NQ        | NQ     | 89,4  | 39.     | [ 137 ] [ 138 ] [ 139 ] |
| Kevin Bickner                                             | Skocznia duża             | 122,5        | 91,1         | 35.          | 129,5                   | 121,9                | 124,0     | 113,5  | 235,4 | 20.     | [ 140 ] [ 141 ] [ 142 ] |
| Michael Glasder                                           | Skocznia duża             | 124,5        | 88,7         | 38.          | 114,0                   | 90,5                 | NQ        | NQ     | 90,5  | 46.     | [ 140 ] [ 141 ] [ 142 ] |
| William Rhoads                                            | Skocznia duża             | 115,0        | 67,9         | 51.          | NQ                      | NQ                   | NQ        | NQ     | NQ    | NQ      | [ 140 ] [ 141 ] [ 142 ] |
| Casey Larson                                              | Skocznia duża             | 104,5        | 61,1         | 53.          | NQ                      | NQ                   | NQ        | NQ     | NQ    | NQ      | [ 140 ] [ 141 ] [ 142 ] |
| Sarah Hendrickson                                         | skocznia normalna kobiety | N/A          | N/A          | N/A          | 86,0                    | 76,7                 | 88,0      | 83,9   | 160,6 | 19.     | [ 143 ] [ 144 ]         |
| Abby Ringquist                                            | skocznia normalna kobiety | N/A          | N/A          | N/A          | 77,5                    | 62,0                 | 91,0      | 82,4   | 144,4 | 29.     | [ 143 ] [ 144 ]         |
| Nita Englund                                              | skocznia normalna kobiety | N/A          | N/A          | N/A          | 77,0                    | 57,9                 | NQ        | NQ     | 57,9  | 31.     | [ 143 ] [ 144 ]         |
| Casey Larson William Rhoads Michael Glasder Kevin Bickner | Konkurs drużynowy         | N/A          | N/A          | N/A          | 111,5 107,5 113,0 116,0 | 85,7 80,4 86,4 124,7 | NQ        | NQ     | 377,2 | 9.      | [ 145 ] [ 146 ]         |

### Snowboarding
Big Air
| Zawodnik        | Konkurencja | Kwalifikacje | Kwalifikacje | Kwalifikacje | Kwalifikacje | Finał      | Finał      | Finał      | Finał  | Finał   | Źródło          |
| Zawodnik        | Konkurencja | Przejazd 1   | Przejazd 2   | wynik        | Miejsce      | Przejazd 1 | Przejazd 2 | Przejazd 3 | wynik  | Pozycja | Źródło          |
| --------------- | ----------- | ------------ | ------------ | ------------ | ------------ | ---------- | ---------- | ---------- | ------ | ------- | --------------- |
| Kyle Mack       | mężczyźni   | 87,25        | 88,75        | 88,75        | 3.           | 82,00      | 86,75      | JNS        | 168,75 | srebro  | [ 147 ] [ 148 ] |
| Chris Corning   | mężczyźni   | 85,00        | 88,00        | 88,00        | 4.           | 74,25      | 78,75      | JNS        | 153,00 | 4.      | [ 147 ] [ 148 ] |
| Redmond Gerard  | mężczyźni   | 82,00        | 85,00        | 85,00        | 6.           | 74,75      | JNS        | 68,25      | 143,00 | 5.      | [ 147 ] [ 148 ] |
| Ryan Stassel    | mężczyźni   | 39,50        | 76,25        | 76,25        | 13.          | NQ         | NQ         | NQ         | NQ     | NQ      | [ 147 ] [ 148 ] |
| Jamie Anderson  | kobiety     | 30,25        | 90,00        | 90,00        | 6.           | 90,00      | 87,25      | JNS        | 177,25 | srebro  | [ 149 ] [ 150 ] |
| Julia Marino    | kobiety     | 83,75        | 85,25        | 85,25        | 9.           | JNS        | 74,50      | 18,75      | 93,25  | 10.     | [ 149 ] [ 150 ] |
| Jessika Jenson  | kobiety     | 76,25        | 39,75        | 76,25        | 12.          | JNS        | 21,50      | 19,00      | 40,50  | 11.     | [ 149 ] [ 150 ] |
| Hailey Langland | kobiety     | 73,00        | 29,00        | 73,00        | 14.          | NQ         | NQ         | NQ         | NQ     | NQ      | [ 149 ] [ 150 ] |

| Zawodnik        | Konkurencja         | Kwalifikacje | Kwalifikacje | Kwalifikacje | Kwalifikacje | Finał   | Finał   | Finał   | Finał | Finał   | Źródło                  |
| Zawodnik        | Konkurencja         | Zjazd 1      | Zjazd 2      | Wynik        | Miejsce      | Zjazd 1 | Zjazd 2 | Zjazd 3 | wynik | Pozycja | Źródło                  |
| --------------- | ------------------- | ------------ | ------------ | ------------ | ------------ | ------- | ------- | ------- | ----- | ------- | ----------------------- |
| Shaun White     | halfpipe mężczyzn   | 93,25        | 98,50        | 98,50        | 1.           | 94,25   | 55,00   | 97,75   | 97,75 | złoto   | [ 151 ] [ 152 ]         |
| Ben Ferguson    | halfpipe mężczyzn   | 91,00        | 89,75        | 91,00        | 4.           | 43,00   | 83,50   | 90,75   | 90,75 | 4.      | [ 151 ] [ 152 ]         |
| Chase Josey     | halfpipe mężczyzn   | 47,75        | 83,75        | 83,75        | 7.           | 87,75   | 52,25   | 88,00   | 88,00 | 6.      | [ 151 ] [ 152 ]         |
| Jake Pates      | halfpipe mężczyzn   | 59,50        | 82,25        | 82,25        | 8.           | 47,00   | 82,25   | 27,00   | 82,25 | 8.      | [ 151 ] [ 152 ]         |
| Chloe Kim       | halfpipe kobiet     | 91,50        | 95,50        | 95,50        | 1.           | 93,75   | 41,50   | 98,25   | 98,25 | złoto   | [ 153 ] [ 154 ]         |
| Maddie Mastro   | halfpipe kobiet     | 83,75        | 76,00        | 83,75        | 4.           | 14,00   | 7,50    | 6,50    | 14,00 | 12.     | [ 153 ] [ 154 ]         |
| Kelly Clark     | halfpipe kobiet     | 41,00        | 63,25        | 63,25        | 11.          | 76,25   | 81,75   | 83,50   | 83,50 | 4.      | [ 153 ] [ 154 ]         |
| Arielle Gold    | halfpipe kobiet     | 17,50        | 62,75        | 62,75        | 12.          | 10,50   | 74,75   | 85,75   | 85,75 | brąz    | [ 153 ] [ 154 ]         |
| Chris Corning   | slopestyle mężczyzn | 70,85        | 69,86        | 70,85        | 9.           | NQ      | NQ      | NQ      | NQ    | NQ      | [ 155 ] [ 156 ] [ 157 ] |
| Ryan Stassel    | slopestyle mężczyzn | 23,50        | 22,63        | 23,50        | 17.          | NQ      | NQ      | NQ      | NQ    | NQ      | [ 155 ] [ 156 ] [ 157 ] |
| Redmond Gerard  | slopestyle mężczyzn | 82,55        | 57,11        | 82,55        | 3.           | 43,33   | 46,40   | 87,16   | 87,16 | złoto   | [ 155 ] [ 156 ] [ 157 ] |
| Kyle Mack       | slopestyle mężczyzn | 45,26        | 53,55        | 53,55        | 11.          | NQ      | NQ      | NQ      | NQ    | NQ      | [ 155 ] [ 156 ] [ 157 ] |
| Jamie Anderson  | slopestyle kobiet   | N/A          | N/A          | N/A          | N/A          | 83,00   | 34,56   | N/A     | 83,00 | złoto   | [ 158 ]                 |
| Jessika Jenson  | slopestyle kobiet   | N/A          | N/A          | N/A          | N/A          | 72,76   | 41,11   | N/A     | 72,76 | 5.      | [ 158 ]                 |
| Hailey Langland | slopestyle kobiet   | N/A          | N/A          | N/A          | N/A          | 41,26   | 71,80   | N/A     | 71,80 | 6.      | [ 158 ]                 |
| Julia Marino    | slopestyle kobiet   | N/A          | N/A          | N/A          | N/A          | 55,85   | 41,05   | N/A     | 55,85 | 11.     | [ 158 ]                 |

| Konkurencja        | Zawodnik  | Rozstawienie | Rozstawienie | 1/8 finału | Ćwierćfinał | Półfinał | Finał   | Finał   | Źródło                                  |
| Konkurencja        | Zawodnik  | Czas         | Miejsce      | Pozycja    | Pozycja     | Pozycja  | Pozycja | Miejsce | Źródło                                  |
| ------------------ | --------- | ------------ | ------------ | ---------- | ----------- | -------- | ------- | ------- | --------------------------------------- |
| Hagen Kearney      | mężczyźni | 1:13,94      | 6.           | 1.         | 4.          | NQ       | NQ      | NQ      | [ 159 ] [ 160 ] [ 161 ] [ 162 ] [ 163 ] |
| Nick Baumgartner   | mężczyźni | 1:14,46      | 15.          | 2.         | 2.          | 2.       | 4.      | 4.      | [ 159 ] [ 160 ] [ 161 ] [ 162 ] [ 163 ] |
| Jonathan Cheever   | mężczyźni | 1:14,72      | 19.          | 4.         | NQ          | NQ       | NQ      | NQ      | [ 159 ] [ 160 ] [ 161 ] [ 162 ] [ 163 ] |
| Mick Dierdorff     | mężczyźni | 1:15,47      | 27.          | 1.         | 2.          | 3.       | 5.      | 5.      | [ 159 ] [ 160 ] [ 161 ] [ 162 ] [ 163 ] |
| Faye Gulini        | kobiety   | 1:17,74      | 3.           | N/A        | 6.          | NQ       | NQ      | NQ      | [ 164 ] [ 165 ] [ 166 ] [ 167 ]         |
| Lindsey Jacobellis | kobiety   | 1:18,05      | 4.           | N/A        | 1.          | 2.       | 4.      | 4.      | [ 164 ] [ 165 ] [ 166 ] [ 167 ]         |
| Meghan Tierney     | kobiety   | 1:20,52      | 11.          | N/A        | 5.          | NQ       | NQ      | NQ      | [ 164 ] [ 165 ] [ 166 ] [ 167 ]         |

| Zawodnik      | Konkurencja       | Rozstawienie | Rozstawienie | 1/8 finału      | Ćwierćfinał     | Półfinał        | Finał           | Finał   | Źródło  |
| Zawodnik      | Konkurencja       | Czas         | Miejsce      | Przeciwnik Czas | Przeciwnik Czas | Przeciwnik Czas | Przeciwnik Czas | Miejsce | Źródło  |
| ------------- | ----------------- | ------------ | ------------ | --------------- | --------------- | --------------- | --------------- | ------- | ------- |
| Aaron Muss    | slalom równoległy | 1:26,10      | 20.          | NQ              | NQ              | NQ              | NQ              | NQ      | [ 168 ] |
| Michael Trapp | slalom równoległy | 1:28,14      | 30.          | NQ              | NQ              | NQ              | NQ              | NQ      | [ 168 ] |